# 狼と七匹の子山羊
狼と七匹の子山羊（おおかみとしちひきのこやぎ、Der Wolf und die sieben jungen Geißlein）は、悪い狼を懲らしめるというグリム童話の一編（KHM 5）。AT番号123 The Wolf and the Kids.

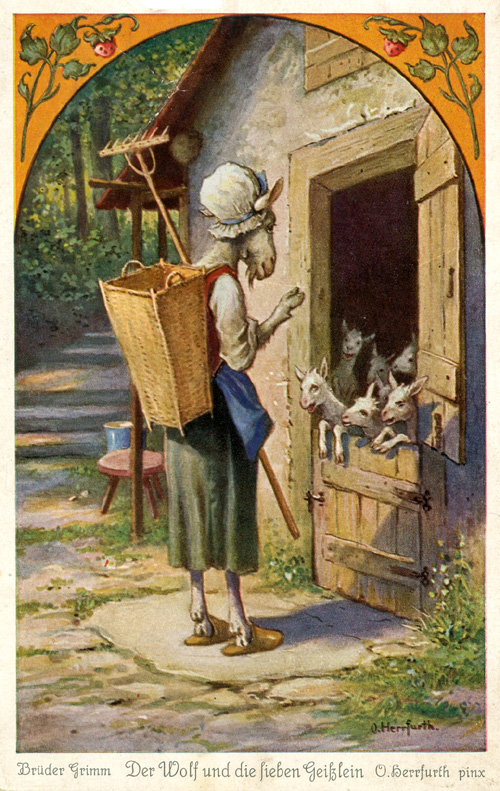
オスカー・ヘルフルト

## あらすじ
ある所にお母さん山羊と7匹の子山羊が暮らしていた。ある日、お母さん山羊は森へ食べ物を探しに出かけることになり、子山羊たちに「誰が来ても、決してドアを開けてはいけませんよ」と注意して家を出た。

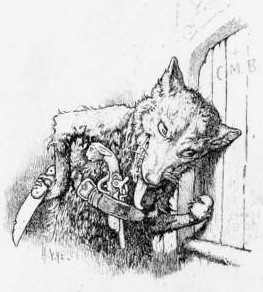
ヘルマン・フォーゲル画

そこへ狼がやって来るが、狼のがらがら声で「お母さんですよ」と言っても子山羊たちにはすぐに見破られてしまった。そこで狼は村の雑貨屋でチョークを買い（下記の「備考」を参照）、それを頬張って声を変え再び子山羊たちの家へ。「お母さんですよ」と言うと、子山羊はドアの隙間から足を見せて欲しいと言うが、狼の足は真っ黒だったのでまたも見破られてしまう。

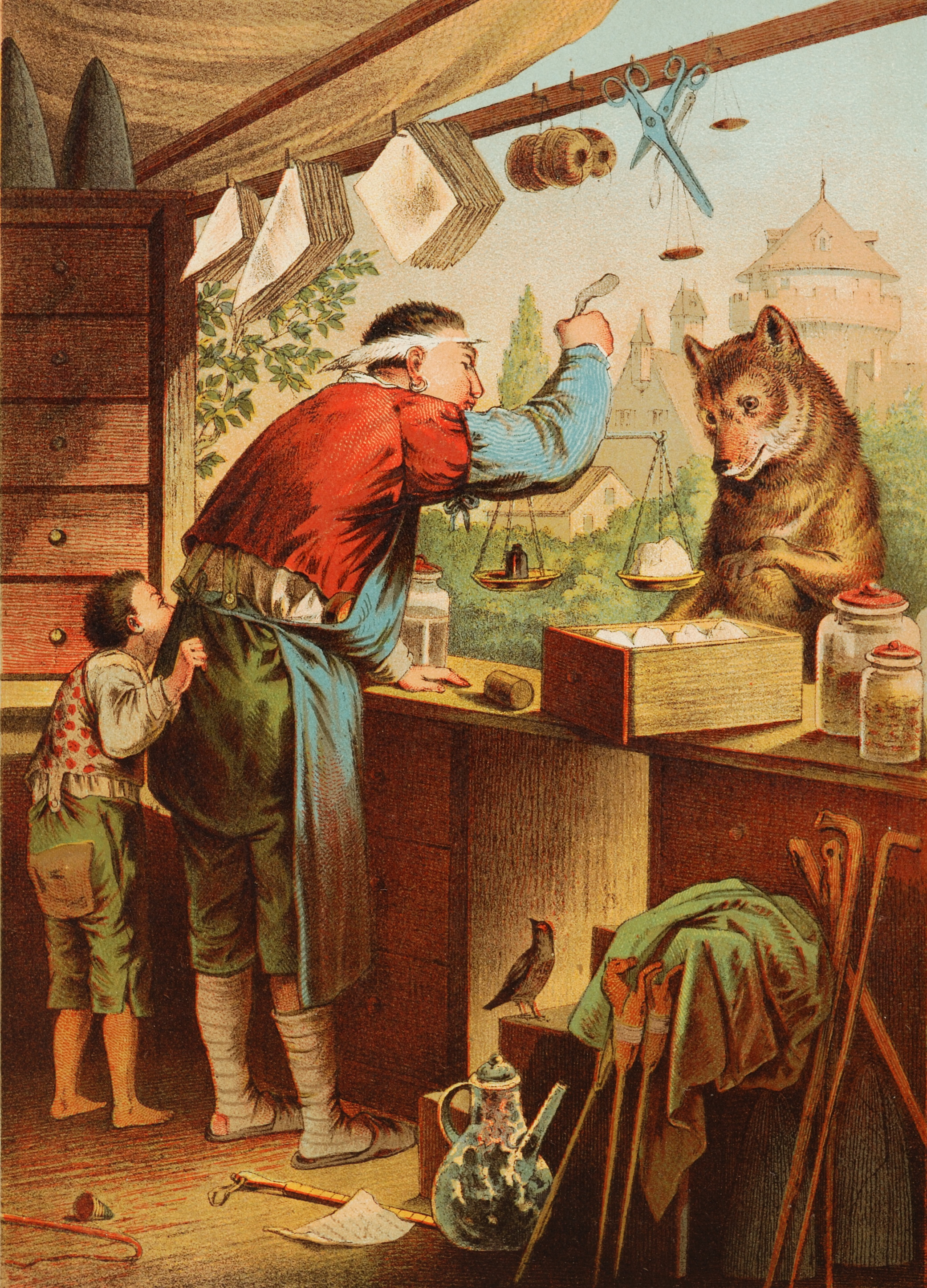
カール・オフターディンガー画

そこで狼はパン屋で主人に「足をくじいたから練り粉を塗ってほしい」と頼んで練り粉を足につけてもらい、続いて粉屋を「足に粉をつけてくれなきゃお前を食うぞ」と脅して粉で足を真っ白にしてもらう。そして、三たび子山羊たちの家へいき、ドアの隙間から白い足を見た子山羊たちは大喜びでドアを開けるが、狼が飛び込んできたので驚いて、慌ててテーブルの下やベッド、たらいや暖炉の中、戸棚や台所に潜れるも、柱時計の中に身を潜めた末っ子の山羊を除いて狼に丸呑みされてしまう。

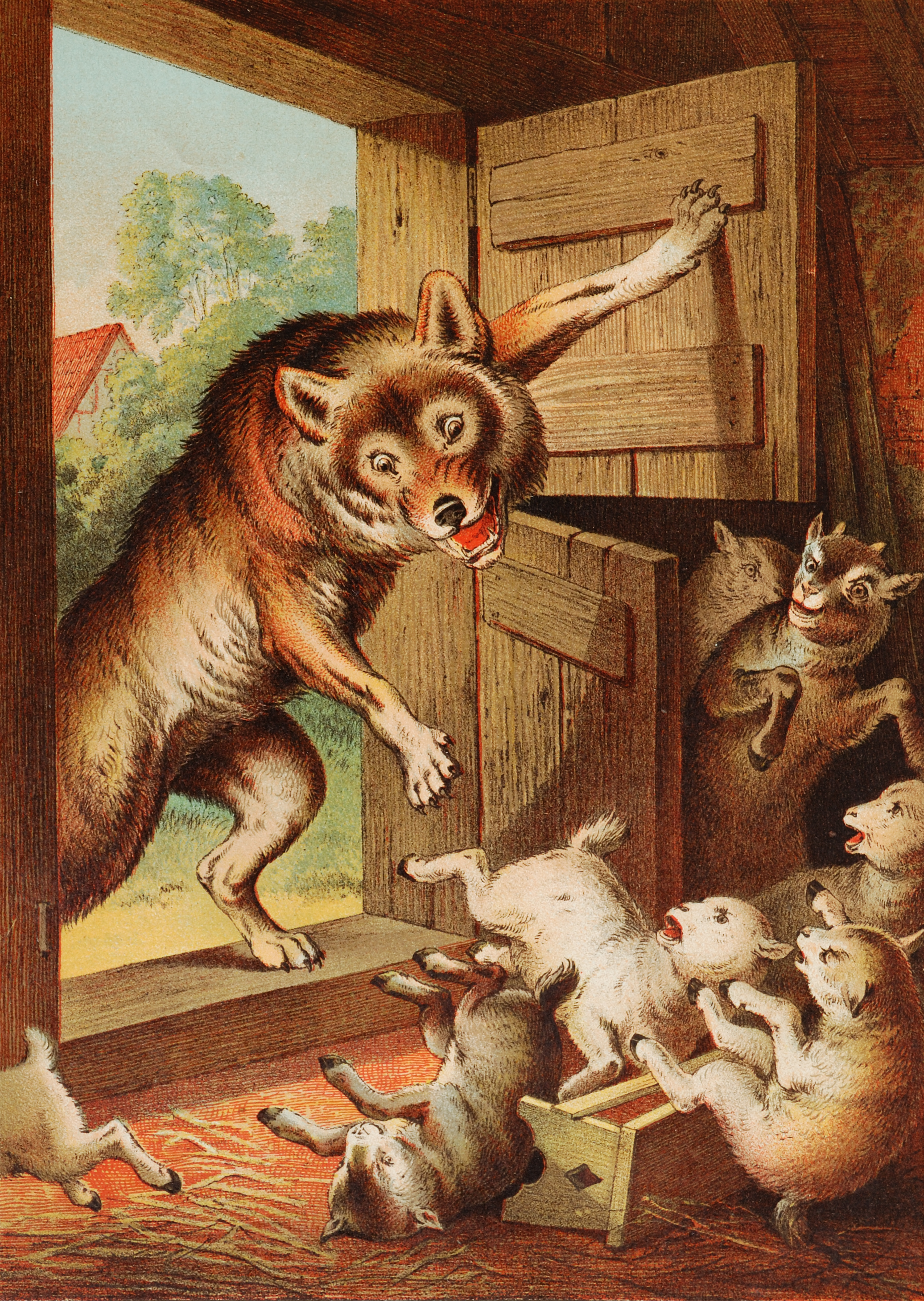
カール・オフターディンガーの童話本の挿絵（19世紀末ドイツ）

子山羊を6匹も丸呑みにして腹一杯になった狼はそのまま眠りこけてしまう。そこへお母さん山羊が帰って来るが、末っ子から事の顛末を聞いたお母さん山羊は慌てずに眠りこけている狼の腹を鋏で切り裂いて子山羊たちを助け出す。そして、子山羊たちは狼の腹に石を詰め込んでお母さん山羊が縫い合わせた。

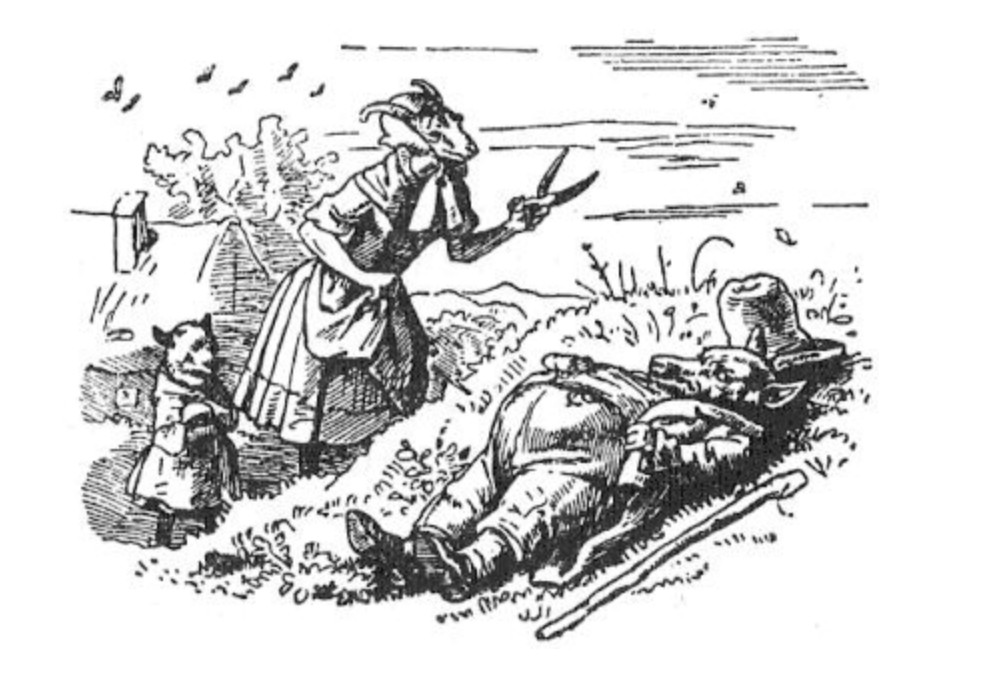

狼が目を覚ますとやけに腹が重くなり、上手く歩けなくなっていた。喉が渇いた狼は井戸、または川や泉から水を飲もうとするが、腹に詰め込まれた石の重さで転落し、溺れて死んでしまうのだった。

## 備考
チョーク（独: Kreide、炭酸カルシウム）を食べると声が良くなるという根拠は、ドイツの伝承や伝統的民間療法には無い。グリム兄弟と同時代のザームエル・クリスティアン・フリードリヒ・ハーネマン（Samuel Christian Friedrich Hahnemann、1755年4月10日-1843年7月2日）が打ち立てた医療法「ホメオパシー」には、「炭酸カルシウムまたは硫酸カルシウムが喉の薬である」との記述がある。18世紀ヨーロッパ最大の百科事典である「ツェードラー」こと Johann Heinrich Zedler: Grosses vollständiges Universal-Lexikon や Hanns Bächtold-Stäubli 編『ドイツ民間信仰事典』（Handwörterbuch　des deutschen Aberglaubens）に「胸やけを防ぐ粉薬」として白亜が服用されたとの記述がある。
違和感を抱かせる「チョークを食べる」（“Kreide fressen”）という表現は、「本性を隠す」「猫をかぶる」などと訳される慣用句とされているが、これについて橋本孝/天沼春樹訳（2013）は次のように説明している。

むかし、商店ではチョークで売掛金を石盤に記した。支払いをめぐって争いが起こり、法廷にもちこまれると、訴えられた者はとたんに猫なで声を出してまるくおさめようとしたことから、「チョークを食べる」というのは「おべっかを使う」とか「かん高い声で、言いわけをする」とい意味になった。そこで、こういう声を出す人に対して、「あれはチョークを食べたみたい」などと表現するようになった。

一方、Dudenの日めくりカレンダー Duden ― Auf gut Deutsch! 2021、2021年12月17日付けには、「狼が食べたのはチョーク（Malerkreide, Kreide zum Schreiben）ではなく、いわゆるキルシュクライデ（Kirschkreide）である。プロイセンでは、しわがれ声（Heiserkeit）に効くとされるセイヨウスミノミザクラのムース（Mus aus Sauerkirschen）をそのように呼んでいた」と記されている（https://www.bedeutungonline.de/was-bedeutet-kreide-fressen/2021年12月30日閲覧にも同趣旨の記述）。
また、ドイツのある絵本（1999）には、チョーク（Kreide）ではなく、狼は大きな蜂蜜のタルト（eine große Honigtorte）を食べたと記され、両手（前足）に皿を持って蜂蜜のたっぷりかかったタルトを食べようとしている狼の姿が描かれている。さらに、「人間ならば決して口にしない「石灰（漂白粉）」を（狼だから平気で）食べて、声を「漂白」した」という理解もありうる（小栗友一）。
本作の日本での紹介は古く、グリム童話より前の原型が、イエズス会の宣教師が持ち込んだ活版印刷機により、1593年に九州の天草で印刷されている。近代に入ってからは、1887年に「八ツ山羊」（呉文聡・訳）の表題で弘文社より刊行されている。